# Église Notre-Dame-de-Lourdes de Romans
Pour les articles homonymes, voir Église Notre-Dame et Église Notre-Dame-de-Lourdes.
L’église Notre-Dame-de-Lourdes est une église catholique située à Romans-sur-Isère dans la Drôme.

## Histoire
L'arrivée du chemin de fer à Romans en 1864, amène à la construction d'une gare autour de laquelle un nouveau quartier se développe. La nécessité d'y construire une église pour les nouveaux habitants se fait alors sentir et un terrain est acheté dans ce sens dès 1883. Il faudra attendre une cinquantaine d'années plus tard pour que l'on confie à l'architecte François Bérenger, les plans d'un édifice de style « gothique moderne » (concept créé par Dom Bellot, surnommé le « moine architecte »). C'est l'entreprise Léonce Molinari & fils, spécialisée dans ce type de construction pour l'époque, qui en a adapté les plans. Les travaux débutent par la pose de la première pierre par l'évêque de Valence Mgr Pic, le 15 août 1937. Pendant l'année qui suit, le chanoine Pierre Prudhomme poursuit la collecte d'argent auprès des familles romanaises en vue de terminer la construction de l'édifice qui sera inaugurée un an plus tard, jour pour jour, le 15 août 1938. L'église est finalement achevée et consacrée le 19 mai 1940,.

## Architecture
- C'est une architecture de ciment armé dont les piliers évoquent des arbres.
- Les murs latéraux sont couverts de fresques figurant le chemin de croix, œuvre de Martin Ferrière.
- La lumière est donnée par des vitraux modernes représentant les saints les plus populaires, dont le vitrail « Marie, reine de la France » avec la francisque de Pétain (aujourd'hui recouverte de peinture à la suite des demandes insistantes d'anciens résistants).
- L'intérieur de l'église a été repeint en 1984 ; l'extérieur en 1988. En 1984, le sculpteur romanais d'origine arménienne, R. Toros, réalise l’autel de l’église.
- La statue de Notre-Dame, au sommet du clocher, mesure près de sept mètres de haut et se situe à 45 mètres au-dessus de la place Jean-Jaurès.